# Boxcar Bertha
Boxcar Bertha (br Sexy e Marginal; pt Uma Mulher da Rua) é um filme estadunidense de 1972, dos gêneros drama, policial, romance e suspense, dirigido por Martin Scorsese e baseado no livro Sister of the Road, de Ben L. Reitman. Este segundo filme de Scorsese foi produzido por Roger Corman e distribuído pela American International Pictures.